# David Rees
David Rees (ur. 28 maja 1918, zm. 16 sierpnia 2013) – brytyjski matematyk zajmujący się algebrą. Jego nazwisko noszą kongruencje Reesa oraz twierdzenie Reesa charakteryzujące półgrupy całkowicie 0-proste. Był członkiem zespołu pracującego nad złamaniem szyfru Enigmy w czasie II wojny światowej.